# Paolo Bonfanti
Paolo Bonfanti (Genova, 15 novembre 1960) è un musicista, cantante e produttore discografico italiano.

## Biografia
Paolo Bonfanti nasce nel 1960 a Genova da una famiglia di musicisti, che vanta tra i suoi anche un violoncellista dell'Orchestra del Teatro alla Scala ed uno dei primi batteristi jazz italiani. Dopo studi di pianoforte e armonia imbraccia nel 1975 la chitarra, si perfeziona poi con Armando Corsi e Beppe Gambetta, ma l'amore per il Blues è già fortissimo, e proprio alla musica del diavolo consacrerà la sua tesi di laurea al DAMS dell'Università di Bologna, frequentando nel frattempo anche un corso al Berklee College of Music di Boston.
Per cinque anni, dal 1985 al 1990, è stato il frontman dei Big Fat Mama, uno dei più importanti gruppi della scena rock-blues italiana, con cui ha inciso tre album e soprattutto ha suonato nei più importanti club della penisola (tra cui il Joe's Garage di Finale Ligure) e partecipato ai maggiori festival.
Con i Down town, un supergruppo formato insieme con il sassofonista Dick Heckstall-Smith (Colosseum, Alexis Korner, John Mayall), il batterista Mickey Waller (Jeff Beck, Ron Wood, Rod Stewart) ed il bassista Bob Brunning (Savoy Brown), vere e proprie leggende del blues inglese, ha invece avuto la possibilità di suonare in Italia e all'estero. Incrocia la strada con le figure più importanti della scena nazionale, tra le quali ricordiamo Fabio Treves e la sua band, Beppe Gambetta in una memorabile tournée europea in compagnia di Gene Parsons dei Byrds ed i concittadini Red Wine, una delle realtà più importanti in Europa per quanto riguarda il bluegrass, negli album dei quali è spesso ospite e con cui ha effettuato un tour americano nel 2002.
La carriera solista inizia nel 1990 e fino ad oggi sono stati prodotti, a partire dall'iniziale On My Backdoor Someday, oltre dieci album. Nel 1994 ha partecipato come unico artista italiano al festival South by Southwest di Austin, in Texas e di accompagnare e a partire dal 2002, con la sua band il grande Roy Rogers (virtuoso della chitarra slide e produttore di John Lee Hooker) durante i suoi tour italiani. Nel 2003 affianca a questa attività anche gli Slow Feet, una band italiana che vanta al suo interno Franz Di Cioccio e Lucio Fabbri della P.F.M., rispettivamente alla batteria ed alle chitarre ed il fotografo e bassista Reinhold Kohl. Con questa formazione oltre a suonare regolarmente in tutta Italia ha anche pubblicato, nel 2007, un disco intitolato Elephant Memory. Nel 2009 esce Canzoni di Schiena, un album cantato in italiano e genovese, ideale seguito dell'EP del 2004 Io non Sono Io .
Del 2011 è invece Takin' a Break, un album che mischia folk, blues e canzone d'autore ispirato alla tradizione musicale d'oltreoceano, in estate condivide il palco con i Black Crowes di quell'anno. Il 2013 lo ha visto esibirsi in apertura al trio di Ian Hunter ma, soprattutto, ha visto la pubblicazione (ancora con Giorgio Ravera in veste di produttore) di Exile On Backstreets, un lavoro che amalgama il soul con il rap, il rock con le canzoni di protesta e la poesia con la rabbia, quella rabbia sintetizzata da una copertina che ricorda il pugno chiuso guantato di nero di Tommie Smith alle Olimpiadi di Città del Messico.
Nel 2014 esce Friend of a Friend con Martino Coppo (Felmay), composto da brani originali e reinterpretazioni con rimandi alla canzone d'autore americana (Neil Young, John Prine e David Wilcox) al bluegrass (Bill Monroe), al blues (Muddy Waters) al folk e al gospel; dalle suggestioni irlandesi di Matilda's Dance al tributo a Bill Monroe nello strumentale WSM, dalle ballate d'autore come Friend Of A Friend o Trains ad insolite misture tra musica cajun e dialetto genovese come in Via da Zèna.
Un nuovo album Back Home Alive, registrato dal vivo al Teatro Municipale di Casale Monferrato esce nel 2015, sorta di retrospettiva live di alcuni vecchi brani in una veste quasi completamente rinnovata. Questo lavoro si avvale della produzione artistica di Steve Berlin, del missaggio di David Simon-Baker (Los Lobos) e del mastering di David Glasser (che ha curato le ultime raccolte "live" per il cinquantenario dei Grateful Dead). Ha avuto l’onore di suonare a MonfortinJazz proprio a fianco dei Los Lobos a luglio 2015. Back Home Alive è stato inserito tra i migliori 100 dischi italiani nel libro Storie di rock italiano dal boom economico alla crisi finanziaria di Daniele Biacchessi e grazie ad una campagna di crowdfunding tra i fans è diventato nel 2016 un doppio vinile con su cui campeggiano le foto di Guido Harari.
Nel corso del 2018 è stato invitato ad AugustiBluus, uno dei più importanti festival europei, ad Haapsalu (Estonia) dove ha riscosso un grande successo ed ha ricevuto un premio alla carriera nel corso della finale 2018 dell’Italian Blues Challenge, tenutasi al teatro “G. Verdi” di Fiorenzuola d’Arda (PC), alla presenza dello scrittore Massimo Carlotto e di Sergio Mancinelli (Radio Capital).
Nel 2019 esce Pracina Stomp secondo album con Martino Coppo (Felmay) nel solco del genere Americana. La firma della produzione è di Larry Campbell, una leggenda della musica americana, ex chitarrista di Bob Dylan e vincitore di tre Grammy Awards, che nell’album suona violino, chitarra e canta in diversi brani insieme alla moglie, Teresa Williams.
Nel 2020 pubblica in occasione del suo sessantesimo compleanno Elastic Blues, album di settanta minuti dove ripercorre la sua carriera con brani originali e rivisitazioni e a cui hanno partecipato numerosi ospiti come Fabio Treves, i suoi vecchi compagni nella Big Fat Mama, i Fratelli Lambretta Ska Jazz, Lucio Fabbri.

### Collaborazioni e attività da produttore
Il piacere delle collaborazioni artistiche è una parte fondamentale del percorso artistico di Paolo, che negli anni ha potuto lavorare con artisti quali lo statunitense Jono Manson, un incontro questo che ha portato nel 2003 all'album Gamblers e ad un tour a cui ha partecipato anche il cantante e armonicista dei Blues Traveler John Popper, ed in seguito anche con David James, bassista e cantante dei Fish Heads & Rice con cui nel 2011 ha inciso Purple House, un album all'insegna del rhythm & blues e del soul. Ha suonato inoltre come ospite in brani di Yo Yo Mundi, Zibba, Cesare Carugi e molti altri ed inoltre è stato produttore artistico de La Rosa Tatuata e Fabio Treves.

### La didattica
A tutta questa musica suonata si è affiancata negli anni un'intensa attività didattica, che spazia da articoli e trascrizioni per riviste specializzate, alla pubblicazione per la Bèrben di Ancona di un metodo per chitarra country-rock scritto a quattro mani con Beppe Gambetta, del manuale con CD Bottleneck Guitar e del metodo didattico con DVD La chitarra elettrica secondo Bonfanti, usciti entrambi per Fingerpicking.net e distribuiti da Carisch.
Nel 2016 è uscito per Fingerpicking.net un nuovo manuale didattico: La chitarra acustica secondo Bonfanti a completamento della trilogia".

## Discografia

### Con i Big Fat Mama

#### Album in studio
- 1987 - Good Men Feelin'Bad
- 1988 - West of Where

#### Live
- 1989 - Let Us…Live

### Da solista

#### Album in studio
- 1992 - On My Backdoor, Someday
- 1994 - The Cardinale Points and Other Short Tales
- 1996 - Tryn'to Keep the Whole Thing Tockin'
- 1999 - On the Outside
- 2003 - Gamblers (Club de Musique) (con Jono Mason)
- 2006 - The Chosen Few
- 2009 - Canzoni di schiena
- 2011 - Takin' a Break
- 2011 - Purple House (con David James)
- 2013 - Exile on Backstreets
- 2014 - Friend of a Friend (con Martino Coppo)
- 2019 - Pracina Stomp (con Martino Coppo)
- 2020 - Elastic Blues (Rust records)

#### Album dal vivo
- 2016 - Back Home Alive

#### Partecipazioni
- 2007 - Elephant Memory (con gli Slow Feet)
- 2002 - Simply the Blues

#### EP
- 2004 - Io non sono io